# Gudak Cam
Gudak Cam és una aplicació mòbil que permet convertir el dispositiu en una càmera d'un sol ús. Aquesta app ha estat desenvolupada per l'empresa coreana SCREW BAR i recrea l'experiència d'ús de les antigues Kodak amb només un número en concret de fotografies per fer. Només està disponible a ITunes Store, amb un cost de $0,99. Es va llençar al mercat al juny de 2017. Segons els creadors, el nom de Gudak prové de la paraula Gudagdali, que en antic coreà significa antiquat.
En obrir l'aplicació, la pantalla mostra una cinta amb capacitat per 24 fotografies. El visor és igual de petit com el de les antigues càmeres. No es pot fer una ullada a cap vista prèvia, no és possible visualitzar-les correctament o editar-les. Les imatges s'emmagatzemen durant tres dies, i un cop són "processades", són enviades a la galeria de fotos del dispositiu. Tal com passava amb les càmeres d'un sol ús, és necessari ser selectiu a l'hora de fer les fotografies perquè no és possible utilitzar una nova cinta fins al cap de 12 hores. A més a més hi ha diversos filtres de llums disponibles.